# Małżeństwo osób tej samej płci w Iowa
Małżeństwa osób tej samej płci w amerykańskim stanie Iowa zostały zalegalizowane (poprzez decyzję Sądu Najwyższego) 27 kwietnia 2009 r.
Po raz pierwszy stan Iowa miał do czynienia z tematem małżeństw homoseksualnych w roku 1998, kiedy to Sąd Najwyższy Hawajów uznał, że odmowa prawa do zawarcia małżeństwa dwóm osobom tej samej płci jest sprzeczna z zasadą równości zapisaną w większości stanowych konstytucji. Wtedy też iowańscy ustawodawcy, bez zbędnej zwłoki, przegłosowali ustawę o obronie małżeństwa, zabraniającą małżeństw gejowskich oraz lesbijskich, która również miała na celu uniknięcie procesu sądowego. W 2005 roku, organizacja na rzecz gejów i lesbijek Lambda Legal, reprezentując 6 par jednopłciowych oraz ich dzieci, wystąpiła na drogę sądową z powodu odmowy możliwości zarejestrowania związków małżeńskich, argumentując, że odmowa naruszyła konstytucyjną zasadę równości. W 2007 r. Sąd Okręgowy Hrabstwa Polk orzekł na korzyść powodów, jednocześnie sugerując hrabstwu, aby odwołało się do Sądu Najwyższego. 3 kwietnia 2009 r. Sąd Najwyższy Iowa orzekł jednogłośnie, że nie było żadnego ważnego powodu dla odmowy zarejestrowania par homoseksualnych jako cywilnych związków małżeńskich z powodu orientacji seksualnej. Orzeczenie Sądu Najwyższego weszło w życie z dniem 27 kwietnia.

## Orzeczenie sądu okręgowego hrabstwa Polk z 2007 r.
Sędzia Sądu Okręgowego Hrabstwa Polk Robert Hanson orzekł na korzyść par tej samej płci 30 sierpnia 2007 r. Następnego ranka, Hanson wydał decyzję o odroczeniu wykonania własnego orzeczenia z powodu odwołania do Sądu Najwyższego. Zanim decyzja o odroczeniu została wydana kilka par homoseksualnych złożyła wnioski o zawarcie związku małżeńskiego, które zostały zaakceptowane.

## Propozycje ustawowe
W rezultacie orzeczenia sędziego Hansona została złożona propozycja poprawki do stanowej konstytucji, mająca na celu ograniczenie małżeństwa do związku kobiety i mężczyzny, jednakże w 2008 r. propozycja została odrzucona. Jeżeli taka propozycja zostałaby ponownie zaproponowana i zaakceptowana w 2009 lub 2010 r., musiałaby zostać zaakceptowana ponownie w 2011 lub 2012, a następnie musiałaby zostać zaakceptowana przez głosujących w referendum.

## Ekonomiczne implikacje legalizacji małżeństw osób tej samej płci
Uniwersytet Kalifornijski w Los Angeles przeanalizował potencjalny wpływ legalizacji małżeństw tej samej płci na budżet Iowa. W studium zawarto twierdzenie, że umożliwie osobom tej samej płci zawierania małżeństw spowoduje coroczne wpływy do budżetu w wysokości ponad 5 milionów dolarów.

## Małżeństwa zawarte zagranicą
Małżeństwa osób tej samej płci zawarte poza granicami stanu Iowa są tam uznawane, jednakże nie jest jasne czy zwarte poza granicami związki partnerskie będą uznawane w Iowa.